# The Bishop’s Avenue

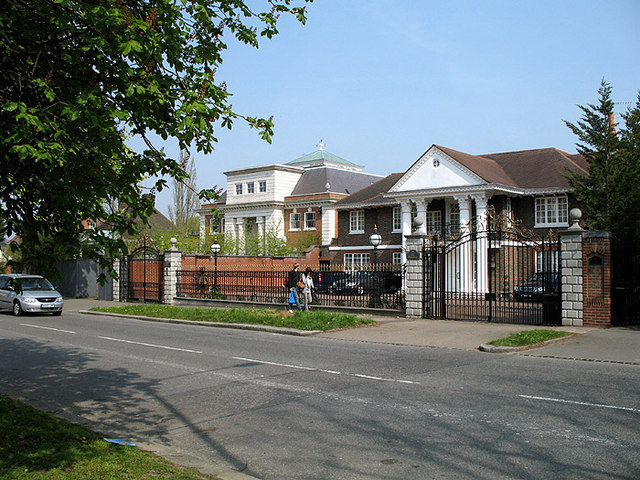
Zwei Immobilien in The Bishops Avenue

The Bishop’s Avenue ist eine Straße in London, die als Milliardärsstraße (engl. Billionaire’s Row) bezeichnet wird. Sie befindet sich im Norden der Stadt in Barnet und ist etwa 1,5 Kilometer lang. An ihr liegen insgesamt 66 Immobilien. Sie wird von der vierspurigen A1 geschnitten.
Die hügelige Umgebung wird im Süden durch den Park Hampstead Heath, im Westen durch den Golfplatz Hampstead Golf Club und im Osten durch den Golfclub Highgate Golf Club bestimmt. 
Seit dem 8. Jahrhundert lag hier der Bishop’s Wood, der Forst des Bischofs von London. Erst im 20. Jahrhundert begann die Church of England, hier Grundstücke zu verkaufen. Diese sind im Durchschnitt um die 10.000 Quadratmeter groß. 
Ab den 1980er-Jahren stiegen die Immobilienpreise über 1 Mio. Pfund und liegen heute weit höher. Das Jersey House wurde 2010 für 40 Millionen Pfund verkauft.  2012 wurde ein Grundstück für 100 Millionen Pfund (etwa 123 Millionen Euro) angeboten. Eigentümer sind Industrielle wie Lakshmi Mittal, Verleger wie Richard Desmond sowie Mitglieder der saudi-arabischen Herrscherfamilie, die während des  Ersten Golfkriegs zehn Villen erwarben, die seitdem leerstehen und verfallen.
Eine ähnlich teure Straße in London ist Kensington Palace Gardens.